# Hello Kitty (песня)
«Hello Kitty» — песня канадской певицы Аврил Лавин с её пятого студийного альбома Avril Lavigne (2013).

## Текст и музыка
В песне «Hello Kitty» Аврил Лавин выражает свою любовь к бренду Hello Kitty. Но в песне есть и двойной смысл. Певица призналась сайту Digital Spy:
[Песня] кокетливая и в определенной степени сексуальная, но она на самом деле и о моей любви к Hello Kitty тоже!

## Клип
Клип снимался в Японии ближе к концу марта 2014 года, когда Аврил Лавин ещё раз вернулась в Японию по окончании своего азиатского турне. Факт, что Лавин снимает клип, держался в секрете. Съёмки секретно проходили в Токио — на улице Катто в Харадзюку и в парке Миясита в Сибуйе.

## Чарты
| Чарт (2013—2014)                                 | Наив. поз. |
| ------------------------------------------------ | ---------- |
| Япония (Billboard Japan Hot Top Airplay)         | 82         |
| Южная Корея (Gaon International Downloads Chart) | 70         |
| США (Billboard Hot 100)                          | 75         |